# El Monte (Metropolitana)
El Monte is een gemeente in de Chileense provincie Talagante in de regio Región Metropolitana. El Monte telde 35.923 inwoners in 2017 en heeft een oppervlakte van 118 km².